# カロリン語
カロリン語（かろりんご）、カロリニアン語（かろりにあんご）（英: Carolinian language）は、北マリアナ諸島で用いられる言語。カロリン諸島からこの地域に19世紀以前に移住してきたカロリン人の言語である。オーストロネシア語族・ミクロネシア諸語に属する。英語、チャモロ語とともに、北マリアナ諸島の公用語のひとつ。話者数は約3,100人。カロリン語は語彙の共通度がサタワル語とでは95％であり、ウォレアイ語とプルワット語とでは88％、モートロック語とでは81％、チューク語とでは78％、ウリシ語とでは74％である。

## 音韻

### 子音[4][5]
|        |              | 両唇       | 歯茎    | そり舌 | 硬口蓋 | 軟口蓋 | 声門 |
| ------ | ------------ | ---------- | ------- | ------ | ------ | ------ | ---- |
| 破裂   | 平音         | p pː       | t tː    |        |        | kː     |      |
| 破裂   | 唇音化、有声 | bʷˠ, (pʷˠ) | d       |        |        | ɡ      |      |
| 破擦   | 破擦         |            |         | ʈ͡ʂːʲ   |        |        |      |
| 摩擦   | 摩擦         | f fː       | s sː    | ʂ      |        | x      | h    |
| 鼻     | 平音         | m mː       | n       |        |        | ŋ ŋː   |      |
| 鼻     | 唇音化       | mʷˠ mʷˠː   |         |        |        |        |      |
| 流音   | 流音         |            | l lː, r | ɻ      |        |        |      |
| 渡り音 | 渡り音       | w          |         |        | j      |        |      |

### 母音[4]
|      | 前舌 | 中舌 | 後舌 | 二重母音       |
| ---- | ---- | ---- | ---- | -------------- |
| 狭   | i    | ʉ    | u    | iu, eu, æu, ɐu |
| 中央 | e    | ɵ    | o    | ou, ɒu, ei, æi |
| 広   | æ    | ɐ    | ɒ    | ɐi, ui, oi, ɒi |

カロリン語の全ての子音は語頭、語中、語末のどこにも表れうる。語末においても、すべての阻害音は発音される。/ʈ͡ʂːʲ/以外の子音はすべて無気音であり、すべての破裂音と/x/は軟音である。/bw/、/mw/は唇を閉じる動きと丸みを帯びた調音を同時に行い、舌の後部が軟口蓋に向かって持ち上げられる。/bw/は語中では普通/βw/に摩擦音化する。/r/はふるえ音で、語尾では無声になる。/p, t, bw, f, s, m, mw, ŋ, l/は語頭、語中、語末で長子音になる。長子音の/bw/は無声音になる。カロリン語には単子音の/k/は存在しないが長子音の/kk/は存在する。生産的な重複においては、語中においても/ʂ, x, r, w, j/は長子音になることがある。阻害音の長子音は緊張を伴っており、無声音の印象を与える。
カロリン語はチャモロ語、英語、日本語から多数の語彙を借用している。このため、これらの言語からいくつかの音素も借用された。これらの音素は借用語にのみ現れ、固有語と同じようにカロリン語の音韻規則を受ける。例えば、日本語に由来する/dzori/（スリッパの意）はカロリン語に借用され、重複して/dzodzdzoori/となると、スリッパを履いていることを意味する。

### 音節構造
カロリン語の音節構造はCV、CVC、CVVC、CCVCのうちのいずれかである。